# 北平东单机场
北平东单机场是1949年在北平东单建立的一座军用机场，后来被废弃。

## 历史
1949年1月，驻北平的国民党军队在北平东单抢修了一处简易机场，称东单机场。当时，中国人民解放军包围北平，已占领北平最主要的南苑机场，华北剿总司令傅作义困守北平。机场建立后，在北平城内的中共地下党组织派员侦察该机场，通过地下电台为城外的中国人民解放军炮兵提供指引，最后中国人民解放军炮兵用炮火封锁了该机场。同月底，北平和平解放，国民政府最后一批军政要员从此机场乘从南京过来的专机撤走。
该机场位于今东单公园处。《辛丑条约》将东交民巷划为外国使馆区，邻近东交民巷的东单附近此处成为各国军队训练场。1928年，中华民国首都迁往南京，各国驻华使馆随之迁至南京，此处成为一片空地。机场便修建于这片空地上。